# The Stranger (album)
| Recensione              | Giudizio       |
| ----------------------- | -------------- |
| AllMusic                | [ 5 ]          |
| Robert Christgau        | B-             |
| Sputnikmusic            | 5.0 (Classic)  |
| Ondarock                | Pietra miliare |
| Dizionario del Pop-Rock | [ 9 ]          |
| 24.000 dischi           | [ 10 ]         |

The Stranger è il quinto album discografico in studio del cantautore statunitense Billy Joel, pubblicato nel settembre del 1977.
È stato inserito nella lista dei 500 migliori album di tutti i tempi secondo la rivista Rolling stone alla posizione 70.

## Tracce

### LP
Lato A (AL 34987)
Testi e musiche di Billy Joel.
1. Movin' Out (Anthony's Song) – 3:30
2. The Stranger – 5:08
3. Just the Way You Are – 4:50
4. Scenes from an Italian Restaurant – 7:35

Lato B (BL 34987)
Testi e musiche di Billy Joel.
1. Vienna – 3:32
2. Only the Good Die Young – 3:54
3. She's Always a Woman – 3:19
4. Get It Right the First Time – 3:54
5. Everybody Has a Dream – 6:33

## Musicisti
- Billy Joel - voce, piano acustico, tastiere elettriche, sintetizzatori
- Doug Stegmeyer - basso
- Liberty DeVitto - batteria
- Richie Cannata - sassofono tenore, sassofono soprano, clarinetto, flauto, organo
- Steve Khan - chitarra elettrica a 6 corde, chitarra elettrica a 12 corde, chitarra ritmica acustica, chitarra high string
- Hiram Bullock - chitarra elettrica
- Patrick Williams - orchestrazione

Musicisti aggiunti
- Ralph MacDonald - percussioni (brani: The Stranger, Just the Way You Are, Get It Right the First Time e Everybody Has a Dream)
- Hugh McCracken - chitarra acustica (brani: Just the Way You Are, Scenes from an Italian Restaurant, She's Always a Woman, Get It Right the First Time e Everybody Has a Dream)
- Steve Burgh - chitarra acustica (brani: Just the Way You Are e She's Always a Woman)
- Steve Burgh - chitarra elettrica (brano: Scenes from an Italian Restaurant)
- Phil Woods - sassofono alto (brano: Just the Way You Are)
- Dominic Cortese - accordion (brani: Scenes from an Italian Restaurant e Vienna)
- Richard Tee - organo (brano: Everybody Has a Dream)
- Phoebe Snow - cori di sottofondo (brano: Everybody Has a Dream)
- Lani Groves - cori di sottofondo (brano: Everybody Has a Dream)
- Gwen Guthrie - cori di sottofondo (brano: Everybody Has a Dream)
- Patti Austin - cori di sottofondo (brano: Everybody Has a Dream)

Note aggiuntive
- Phil Ramone - produttore
- Kathy Kurs - produttrice associata
- Produzione in associazione con Home Run
- Registrazioni (e mixaggio) effettuate al A&R Recording, Inc. di New York, New York
- Jim Boyer e Phil Ramone - ingegneri delle registrazioni
- Jim Houghton - fotografia copertina album[12]

## Classifica
Album
| Anno | Classifica            | Posizione raggiunta |
| ---- | --------------------- | ------------------- |
| 1978 | Billboard 200         | 2                   |
| 1978 | Official Albums Chart | 24                  |

Singoli
| Anno | Titolo del brano            | Classifica             | Posizione raggiunta |
| ---- | --------------------------- | ---------------------- | ------------------- |
| 1978 | Just the Way You Are        | Billboard Hot 100      | 3                   |
| 1978 | She's Always a Woman        | Billboard Hot 100      | 17                  |
| 1978 | Movin' Out (Anthony's Song) | Billboard Hot 100      | 17                  |
| 1978 | Only the Good Die Young     | Billboard Hot 100      | 24                  |
| 1978 | Just the Way You Are        | Adult Contemporary     | 1                   |
| 1978 | She's Always a Woman        | Adult Contemporary     | 2                   |
| 1978 | Movin' Out (Anthony's Song) | Adult Contemporary     | 40                  |
| 1978 | Just the Way You Are        | Official Singles Chart | 19                  |
| 1978 | Movin' Out (Anthony's Song) | Official Singles Chart | 35                  |